# Ljudmila Hubkina
Ljudmila Hubkina (belarussisch Людміла Губкіна, engl. Transkription Lyudmila Hubkina, auch russisch Людмила Губкина – Ljudmila Gubkina – Lyudmila Gubkina; * 13. August 1973 in Nawapolazk) ist eine ehemalige belarusische Hammerwerferin.
Bei den Europameisterschaften 1998 in Budapest wurde sie Sechste. 1999 belegte sie denselben Platz bei den Weltmeisterschaften in Sevilla und gewann Silber bei der Universiade.
Im Jahr darauf wurde sie Sechste bei den Olympischen Spielen in Sydney. Bei den Weltmeisterschaften 2001 in Edmonton schied sie in der Qualifikation aus.
Ihre persönliche Bestweite von 69,92 m erzielte sie am 19. August 2000 in Minsk.